# Lepidozikania similis
Lepidozikania similis är en fjärilsart som beskrevs av Lauro Travassos 1949. Lepidozikania similis ingår i släktet Lepidozikania och familjen björnspinnare. Inga underarter finns listade i Catalogue of Life.